# Matthew J. Munn
Matthew James Munn (* 1981) ist ein US-amerikanischer Animator und Synchronsprecher.

## Leben
Matthew Munn wuchs in Claymont, Delaware auf. Er studierte zunächst Informatik und lernte während des Studiums die Computer-Animation kennen. Er ging danach zum Savannah College Art and Design (SCAD) in Savannah (Georgia). Nach 1,5 Jahren als Praktikant in einem Animationsstudio kam er zu Sony Pictures Animation, wo er als Animator an Jagdfieber (2006) mitarbeitete. Beim Film Jagdfieber 3 (2010) betätigte er sich als Synchronsprecher der Hauptfigur „Boog“.

## Filmografie (Auswahl)
- 2006: Jagdfieber (Open Season)
- 2009: Wolkig mit Aussicht auf Fleischbällchen (Cloudy with a Chance of Meatballs)
- 2010: Jagdfieber 3 (Open Season 3, Stimme)
- 2010: Drachenzähmen leicht gemacht (How to Train your Dragon)
- 2011: Der gestiefelte Kater (Puss in Boots)
- 2014: Rio 2
- 2016: Ice Age 5 – Kollision voraus! (Ice Age: Collision Course)
- 2017: Ferdinand